# Biușa, Sălaj
Biușa (în maghiară: Bősháza) este un sat în comuna Benesat din județul Sălaj, Transilvania, România.

## Istorie
Prima mențiune documentară a localității Biușa este în anul 1387 când această localitate este menționată ca localitate maghiară „villae hungaricalis” aparținând cetății Cheud din Comitatul Solnoc-Dăbâca.
La 1388 localitatea este menționată sub numele Beushaza, numele ei evoluând în diferite perioade ale istoriei după cum urmează: 1388 -Beushaza, 1423 - Beoshaza, 1433 - Bewshaza, 1450- Bwshaza, 1487 - Beushaza, 1549 - Beősshaza, 1580 - Beoshaza, 1733 - Biusza, 1750 - Bőlcshaza, 1850 - Bőshaza-Binzse, 1854 - Bőshaza-Binje.
Cea mai utilizată denumire este Bősháza, denumire care provine de la ungurul "Böős", cel care a fost fondatorul localității. Sermnificația numelui Böős este „șeful națiunii”, probabil a satului. Acest lucru este explicabil deoarece, însăși autoritățile timpului numeau satele după numele întemeietorului sau stăpânului, din anumite interese social-economice: asigurarea dărilor prin întemeietor sau stăpân, întrucât satul devenea prin aceasta „persoană juridică”.
În sat s-au așezat și câțiva bogomili veniți din sudul Dunării, care până la urmă au trecut la ortodoxie. Mărturie sunt crucile inelate de lângă cimitirul ortodox.